# Тауризано
Тауризано (итал. Taurisano) — коммуна в Италии, располагается в регионе Апулия, в провинции Лечче.
Население составляет 12 485 человек (2008 г.), плотность населения составляет 537 чел./км². Занимает площадь 23 км². Почтовый индекс — 73056. Телефонный код — 0833.
Покровителем коммуны почитается святой первомученик Стефан, празднование 3 августа и 26 декабря.

## Демография
Динамика населения:

## Администрация коммуны
- Официальный сайт: http://www.comune.taurisano.le.it